# Черск (город)
Черск (пол. Czersk, нем. Heiderode) — город в Польше, входит в Поморское воеводство, Хойницкий повят. Занимает площадь 9,73 км². Население — 9445 человек (на 2004 год).

## История
- XIII в. — первое упоминание в письменных источниках о Черске
- 1309 — захват Черска Тевтонским орденом
- 1466 — вхождение в состав Королевства Пруссия
- 21 февраля 1945 — город занят силами Красной Армии
- 1994—2002 — реконструкция центральной части города

## Известные уроженцы и жители
- Заброцкий, Людвик (1907—1977) — учëный-лингвист.

## Галерея

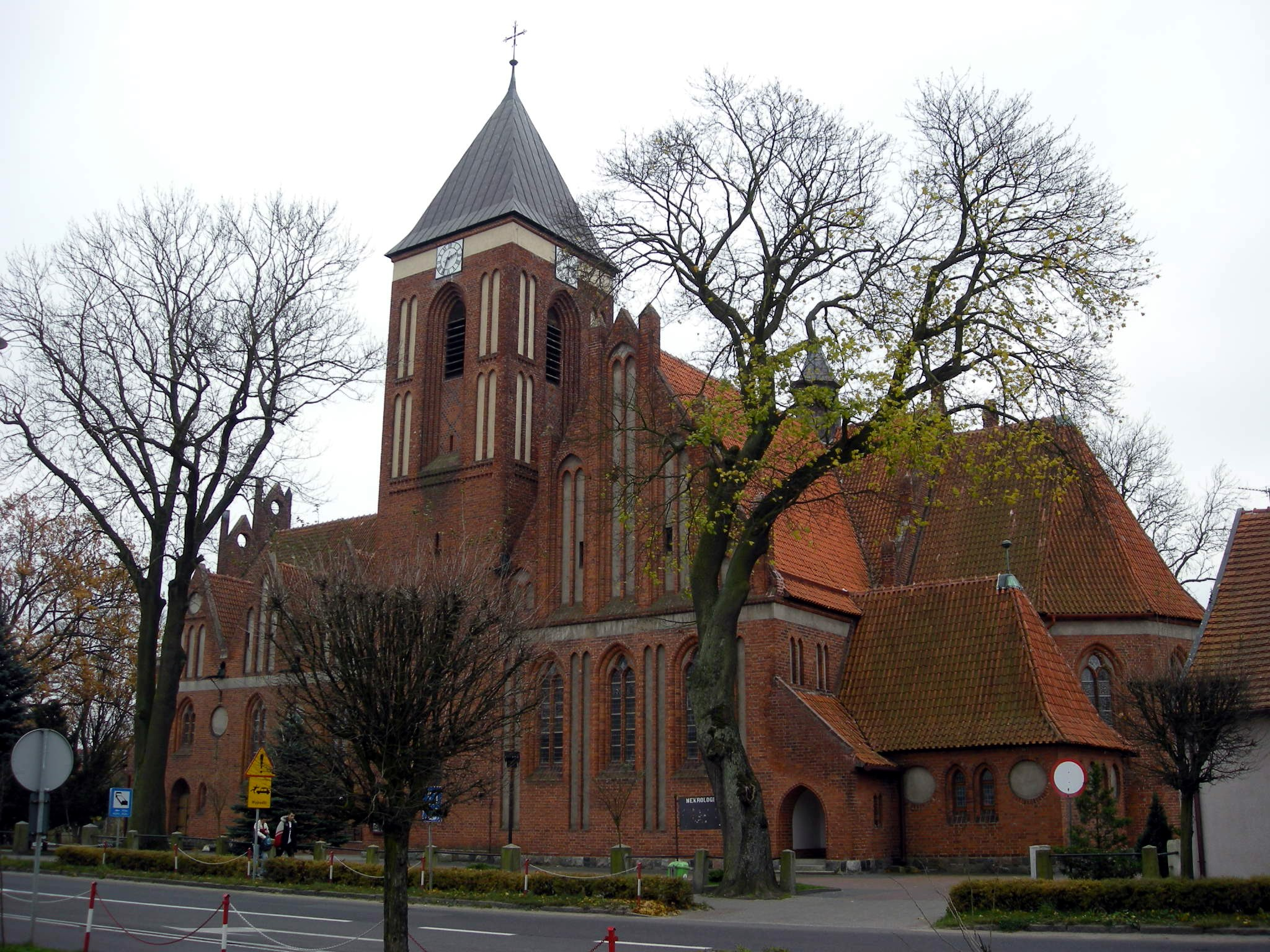
Костёл Марии Магдалены
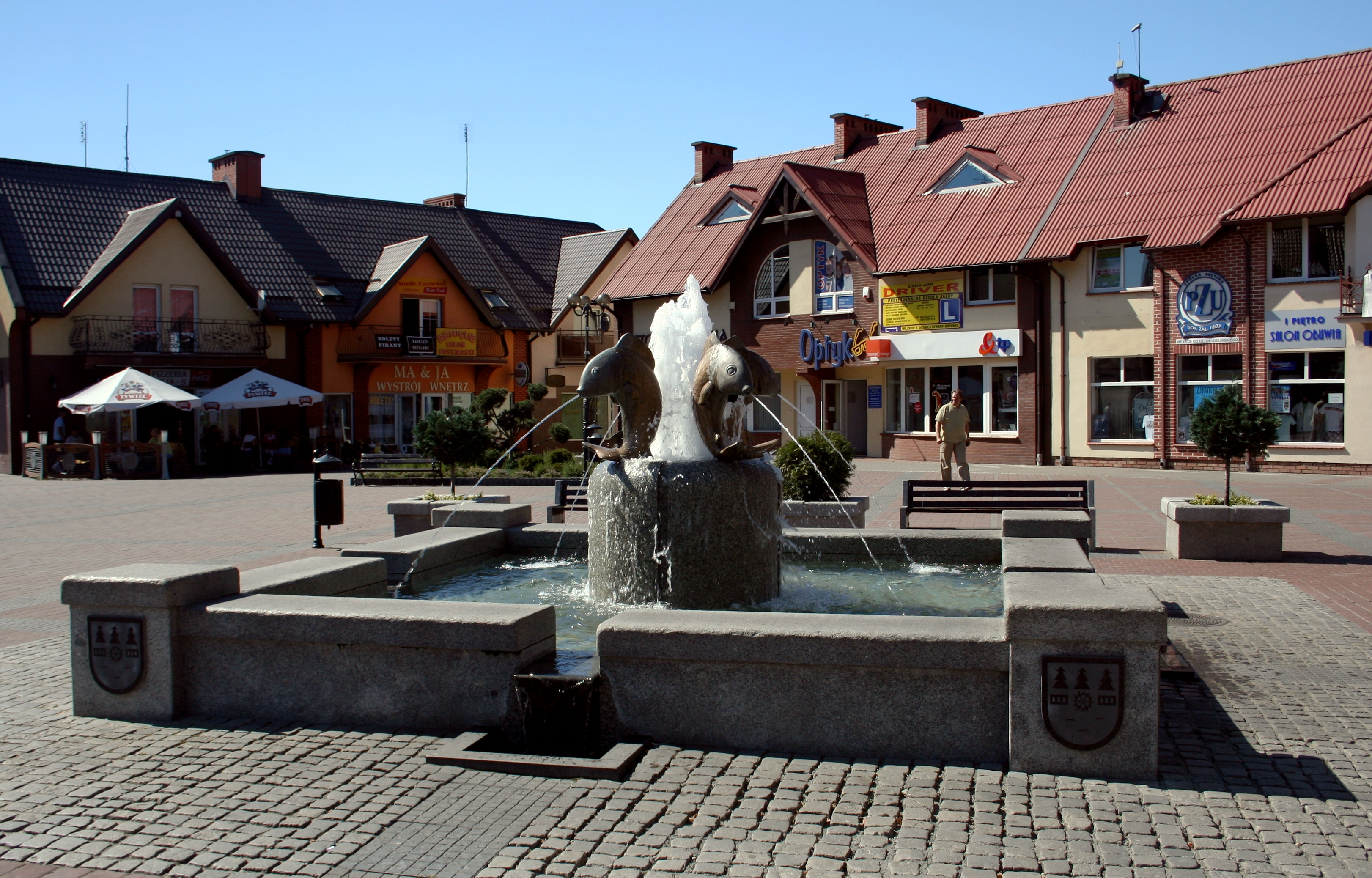
Фонтан в центре Черска
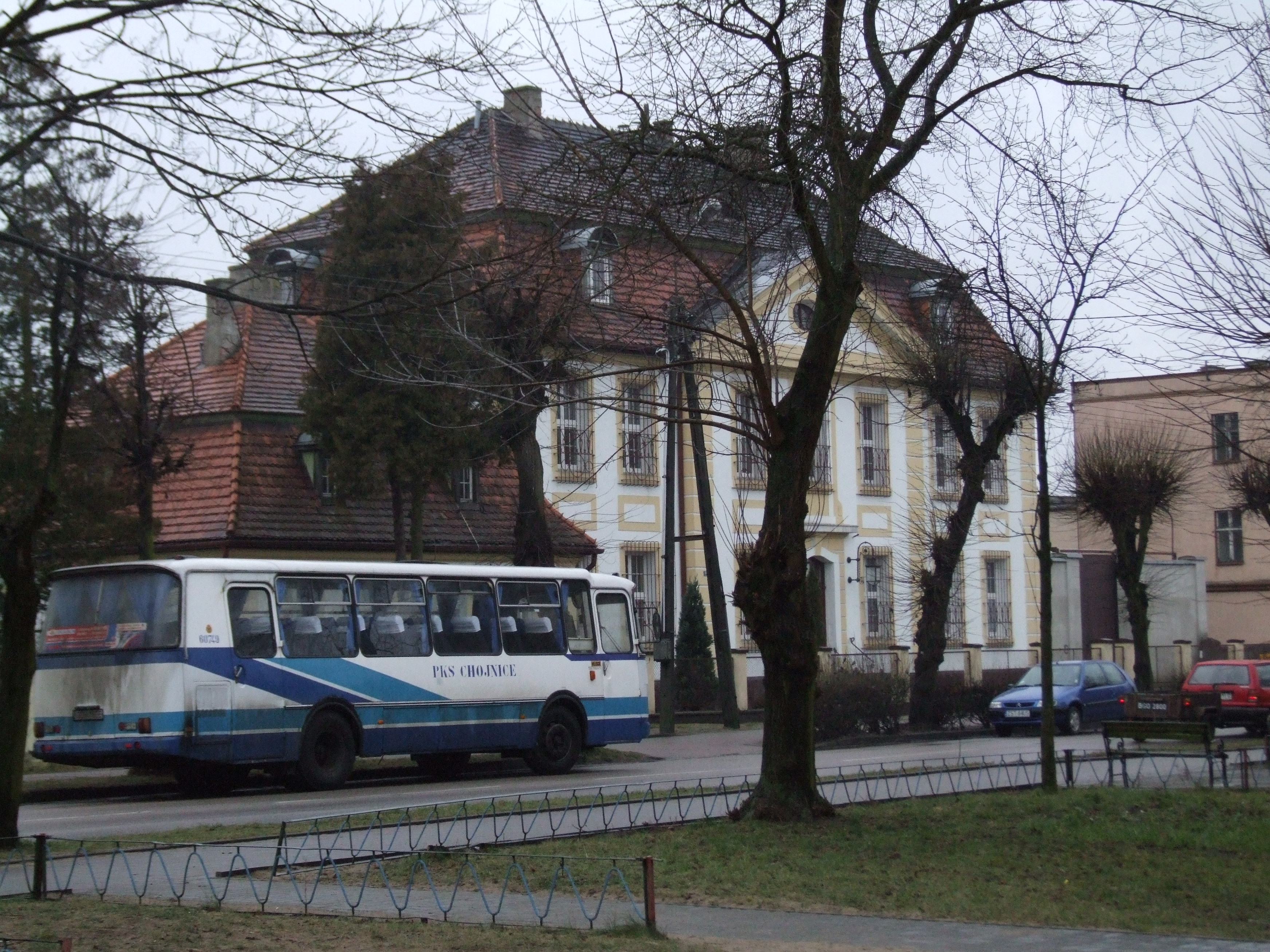
Здание бывшего суда